# Hugo Stiglitz
Pour les articles homonymes, voir Stiglitz (homonymie).
Hugo Stiglitz (né le 28 août 1940 à Mexico) est un acteur, réalisateur, scénariste et producteur de cinéma mexicain. Il a marqué les années 1970 et 1980 en tournant des classiques de l'horreur au Mexique tels que Tintorera ou La Noche de los mil gatos. Il apparait également dans plusieurs films hollywoodiens (Au-dessous du volcan) et italiens (L'Avion de l'apocalypse).
Quentin Tarantino lui rend hommage dans Inglourious Basterds. Un de ses personnages, le sergent Hugo Stiglitz est un ex-Nazi recruté dans l'unité "The Basterds" après que ce dernier a tué un grand nombre de fascistes. Il est interprété par Til Schweiger. 

## Filmographie

### Comme acteur
- La diosa del mar (2005)
- Las pasiones de sor Juana (2004)
- El corrido de Valente Quintero (2003)
- Naturaleza muerta (2003)
- Chinango (2002)
- El corrido del comandante Macario Leyba (2002)
- El nuevo corrido de Arnulfo Gonzalez (2002)
- La tragedia de Lamberto Quintero (2002)
- Simón, el gran varón (2002)
- El corrido del hijo de Simon Blanco (2001)
- El vengador de cabrones (2001)
- La fiera de la montaña (2001)
- El regreso de las cobras negras (2000)
- La avioneta amarilla (2000)
- Los 2 compas (2000)
- Polifemo (2000)
- El heredero (1999)
- El profeta (1999)
- El comerciante (1999)
- El mojado fracasado (1999)
- Informe secreto de la D.E.A. (1999)
- Las dos toneladas (1999)
- Polícia de narcóticos 2 (1999)
- Pollitas de cuenta (1999)
- Siete millones (1999)
- Sonora y sus ojos negros (1999)
- 2 monjitas en peligro (1998)
- Angeluz (1998)
- Bajadores de narcos (1998)
- Cazador de cazadores (1998)
- Cazador de soplones (1998)
- Crisis (1998)
- El culebrero (1998)
- El bronco negro (1998)
- Naked Lies (1998)
- Unidos por el destino (1998)
- El último cazador (1997)
- Una luz en la oscuridad (1997)
- La juez Lobo (1996)
- Víctimas de la ambición (1996)
- Crímenes de pasión (1995)
- El arrecife de los Alacranes (1995)
- La fuga de los Pérez (1995)
- Las nieves de enero (1995)
- Leyendas de amor y muerte (1995)
- Magnicídio (1995)
- Mujeres infieles (1995)
- Pueblo de violencia (1995)
- Las esmeraldas son sangre (1994)
- Bulldog (1993)
- Chicas en peligro (1993)
- Entre el poder y el deseo (1993)
- Frontera Sur (1993)
- La voz de los caracoles (1993)
- Obligado a matar (1993)
- Perseguido (1993)
- AR-15: Comando implacable (1992)
- Camaleon: Atentado a Castro (1992)
- Cobra silenciosa (1992)
- Corrupción encadenada (1992)
- Imperio blanco (1992)
- La dama y el judicial (1992)
- Más allá del deseo (1992)
- Tequila (1992)
- Armas, robo y muerte (1991)
- El 30-30 (1991)
- Escuadrón suicida (1991)
- La ley de la mafia (1991)
- Mujer de cabaret (1991)
- Secuestro equivocado (1991)
- Trágico carnaval (1991)
- Camarena vive (1990)
- Cargas prohibidas (1990)
- El inocente y las pecadoras (1990)
- El protector de la mafia (1990)
- Keiko en peligro (1990)
- Noche de pánico (1990)
- 3 lancheros muy picudos (1989)
- Asalto en la frontera (1989)
- Aventuras que matan (1989)
- Bonampak (1989)
- El pájaro con suelas (1989)
- El loco Bronco (1989)
- El diario íntimo de una cabaretera (1989)
- Hasta que la muerte nos separe (1989)
- La mafia tiembla II (1989)
- Seducción y muerte (1989)
- Durazo, la verdadera historia (1988)
- La gallera (1988)
- La noche de la bestia (1988)
- Los gatos de las azoteas (1988)
- Open Fire (1988)
- 1988 : Counterforce (Escuadrón) de José Antonio de la Loma : « Le Blond »
- Mente asesina (1987)
- Sueño de Tony (1987)
- Traficantes de cocaina (1987)
- El placer de la venganza (1986)
- La muerte de un pistolero (1986)
- Mauro el mojado (1986)
- Cementerio del terror (1985)
- Cuando corrio el alazan (1985)
- El día de los Albañiles II (1985)
- El escuadrón de la muerte (1985)
- Masacre en el río Tula (1985)
- Policia judicial federal (1985)
- Rosa de la frontera (1985)
- 1985 : Les Diamants de l'Amazone (The Treasure of the Amazon)
- La máquina de matar (1984)
- Matanza en Matamoros (1984)
- Au-dessous du volcan (1984)
- Con el odio en la piel (1983)
- El fantasma del lago (1981)
- Black Jack (1980)
- Buitres sobre la ciudad (1980)
- En mil pedazos (1980)
- La Rage de tuer (Under Siege) (1980)
- L'Avion de l'apocalypse (1980)
- 357 magnum (1979)
- Lo blanco, lo rojo y lo negro (1979)
- Bloody Marlene (1979)
- Guyana, la secte de l'enfer (Guyana: Crime of the Century) (1979)
- Cyclone (1978)
- Los pequeños privilegios (1978)
- Mil millas al sur (1978)
- Oro rojo (1978)
- Le Mystère du triangle des Bermudes (1978)
- Tintorera (1977)
- El rey de los gorilas (1976)
- Longitud de guerra (1976)
- Sobrevivientes de los Andes (1976)
- Viaje fantástico en globo (1976)
- 1974 : El llanto de la tortuga (es) de Francisco del Villar : Héctor
- El valle de los miserables (1974)
- Pilotos de combate (1973)
- Robinson y Viernes en la isla encantada (1973)
- El juez de la soga (1972)
- El señor de Osanto (1972)
- La noche de los mil gatos (1972)
- Uno para la horca (1972)
- Vanessa (1972)
- Bang bang... al hoyo (1971)
- Los desalmados (1971)
- Nido de fieras (1971)
- Un Pirata de doce años (1971)
- Las figuras de arena (1970)
- Macho Callahan (1970)
- Las fieras (1969)
- 1969 : Robinson Crusoe (it) de René Cardona Jr. : Robinson Crusoé

### Comme réalisateur
- 1987 : Sueño de Tony
- 1993 : Obligado a matar
- 1993 : Frontera Sur
- 1995 : El Arrecife de los Alacranes
- 1999 : Sonora y sus ojos negros
- 2001 : Comisario ejidal

### Comme producteur
- 1990 : Keiko en peligro
- 1991 : Alarido del terror
- 1993 : Obligado a matar
- 1995 : El Arrecife de los Alacranes
- 1998 : Angeluz
- 2002 : Tiempo real

### Comme scénariste
- 1990 : Keiko en peligro
- 1999 : Sonora y sus ojos negros
- 2001 : Comisario ejidal